# ISO 3166-2:SG

Administrative Gliederung von Singapur

Die Liste der ISO-3166-2-Codes für  Singapur enthält die Codes für die fünf Community Development Council (CDC)-Distrikte.

Die Codes bestehen aus zwei Teilen, die durch einen Bindestrich voneinander getrennt sind. Der erste Teil gibt den Landescode gemäß ISO 3166-1 (für  Singapur SG), der zweite den Code für CDC-Distrikt wieder.
Die aktuellen Codes stehen auf der Seite der ISO unter #iso:code:3166:SG zur Verfügung.

| CDC-Distrikt | Code  |
| ------------ | ----- |
| Zentral      | SG-01 |
| Nordost      | SG-02 |
| Nordwest     | SG-03 |
| Südost       | SG-04 |
| Südwest      | SG-05 |